# Greenfield (Califòrnia)
Greenfield és una població dels Estats Units a l'estat de Califòrnia. Segons el cens del 2000 tenia 12.583 habitants.

## Demografia
Segons el cens del 2000, Greenfield tenia 12.583 habitants, 2.643 habitatges, i 2.360 famílies. La densitat de població era de 2.857,8 habitants/km².
Per edats la població es repartia de la següent manera: un 38,3% tenia menys de 18 anys, un 13,4% entre 18 i 24, un 30,7% entre 25 i 44, un 12,5% de 45 a 60 i un 5% 65 anys o més.
L'edat mediana era de 24 anys. Per cada 100 dones de 18 o més anys hi havia 112,5 homes.
La renda mediana per habitatge era de 37.602 $ i la renda mediana per família de 35.520 $. Els homes tenien una renda mediana de 25.759 $ mentre que les dones 23.848 $. La renda per capita de la població era de 9.226 $. Entorn del 17,1% de les famílies i el 21,6% de la població estaven per davall del llindar de pobresa.

## Poblacions més properes
El següent diagrama mostra les poblacions més properes.